# 马克·韦伯
马克·艾伦·韦伯 AO（1976年8月27日—）生於澳洲新南威爾斯州昆比恩，是前澳大利亚一级方程式赛车运动员，2013年最後效力于紅牛車隊。現時他已退出了一級方程式，成为了賽車评论员與車手经理人。父親是當地一名車行老闆。他是自大卫·布拉汉姆在1994年後另一位澳洲的一級方程式車手，以及第二位勝出一級方程式賽事的澳洲車手。

## 早年
韋伯出生於澳洲新南威爾斯州昆比恩。自年幼與體育運動有關係。他是澳洲聯盟式欖球球隊坎培拉侵略者的球僮。小時候亦對賽車運動產生興趣，他的兒時偶像是一級方程式冠軍阿兰·普罗斯特及世界摩托車錦標賽車手凱文·施瓦茲（Kevin Schwantz）。最初是電單車車手，1991年開始學習四輪賽車。1993年贏得新南威爾斯州卡丁車冠軍。1994年參加澳洲福特方程式賽車，第一個賽季在車手榜排行第十四。1995年在總成績排第四，並贏得分站冠軍。並且獲贊助商的資助下，有機會到歐洲參與賽事。
1995年前往英國參與賽事，布蘭茲·哈奇（Brands Hatch）的福特方程式節，取得第三名。1996年在同一項賽事取得冠軍，這使他有機會成為三級方程式車手。1997年，加盟Alan Docking Racing車隊，他參與英國三級方程式賽車。第一年取得總車手第四名，另外有參加贊德福特賽道的萬寶路大師賽及澳門格蘭披治大賽車的三級方程式賽事，分別取得季軍和殿軍。
1998年轉戰房車賽，加盟梅塞德斯AMG車隊。連同隊友贝恩德·施奈德（Bernd Schneider）參加FIA GT錦標賽，他是去年的冠軍，他贏得五站冠軍，在車手榜排行第二。
1999年韋伯繼續代表賓士AMG車隊參加耐力賽。1999年在法國利曼24小时耐力赛因AMG賽車車尾下壓力過大而發生車頭上揚，整輛車騰空飛到半空中又摔下，被取消資格，賓士也因此決定退出法國利曼24小時耐力賽，2010年在F1西班牙瓦倫西亞站韋伯又發生一次賽車騰空翻起的意外，幸運的兩次都沒大礙。2000年再度參與開蓬車賽事，加盟了飛箭車隊，參加F3000賽車，並獲得Foster's Lager贊助。並成為一級方程式賽車飛箭車隊的測試車手。韋伯贏得銀石賽道的賽事，兼在最後兩站的比賽中，是最快圈速的保持者。總車手榜排第三，是逐項賽事新人車手中最好成績。2001年轉投超新星車隊，在總車手榜取得亞軍，冠軍是贾斯廷·威尔逊。韋伯也獲得一級方程式的正式車手合約，在2002年他代表米蘭迪車隊出賽。

## 職業生涯（2002－2016）

### F1米纳尔迪车队時代
2002賽季開始前，米納爾迪車隊出乎意料地簽下韋伯，於是他便代表米納爾迪參加2002年一級方程式錦標賽。韋伯的第一場一級方程式賽事是澳洲站比賽。排位賽進佔第十八名，雖然排位時間與第一名相差4秒之多，但是較隊友熊龍快1.4秒。正賽第一圈，拉爾夫·舒馬赫、巴頓的事故導致多輛車退出，隨後韋伯與米卡·沙羅爭奪位置，最終以第五名過終點，首秀就獲得兩個積分。在西班牙站的比賽與隊友熊龍一起被取消資格。在第十一站的賽事，取得第八，是自澳洲站以來最好的成績。最終米納爾迪車隊只憑韋伯在澳洲站取得的兩分，以較佳的成績壓過豐田車隊，在車隊榜排第九
。韋伯在這年贏得F1賽車雜誌的最佳車手（獲得53.70%的公眾投票支持）、Autosport.com的最佳新人以及Grand Prix Party "Bernie"獎的最佳新人。2002年11月，美洲豹车队宣佈韋伯和前威廉士測試車手安東尼奧·皮佐尼亞在來季替新車隊出戰。

### F1美洲豹车队時代（2003－2004）

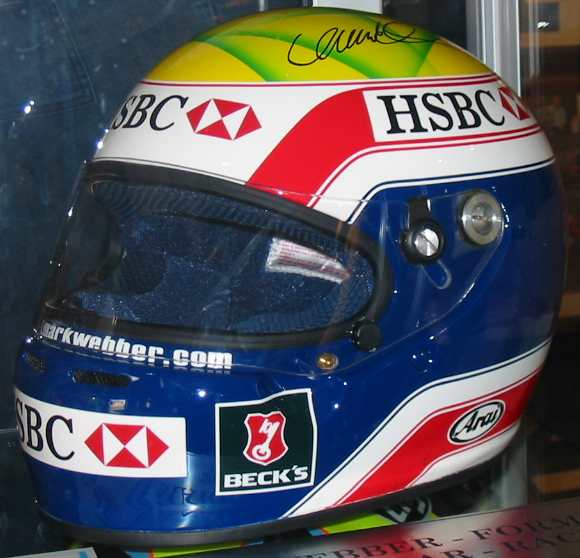
韋伯在2003年賽季的頭盔設計。

韋伯2003賽季的成績喜人，整個賽季車隊所獲十八個積分中韋伯獲得了十七個。但2003年初期，韋伯表現較為失望，在澳洲站的比賽在第十五圈因懸浮裝置故障而被迫退出。下一場馬來西亞站的賽事也無法完成。跟著是巴西站的比賽，在排位取得第三名，是美洲豹车队四年以內的最好排位成績。但在正賽發車前韋伯的賽車出現故障；第53圈韋伯發生嚴重事故，車輛碎片波及到阿隆索，導致其隨後也發生大撞車，賽會隨後出示紅旗，比賽提前結束。賽後韋伯一度被以為是第七名，隨後賽會修改為第九名，根據規定，無法取得分數。與積分失之交臂，韋伯稱其為“傷口撒鹽”。然後是聖馬力諾站。韋伯在排位取得不錯的位置，不過因為車子失誤而由第五位退守至第十一位。在第五十四圈因為傳動軸失靈而退出比賽，季初的四場比賽，全部無法完成全程。
在西班牙站的比賽，取得該季的第一分。與此同時，亦獲得車隊價值600萬美元為期兩年合約。連同西班牙站在內，在六站賽事中，其中五站能夠取得分數，使他在車手榜排名進佔第十名。其中在法國站表現最優秀，雖然因為犯規其中一圈被迫駛進維修站的懲罰外，在最快圈速的時間，僅次於米高·舒密加及魯賓斯·巴利加奴，最終以第七名完成賽事 
。而沒有取得分數的摩納哥站，因引擎無法起動而被迫退出。
然後在英國站及德國站未能取得分數後，連續於匈牙利及意大利兩站取得分數後，在車手榜領先詹森·畢頓5分。不過在美國站因使用乾地用輪胎導致車子在濕滑場地無法平衡而退出，另外在日本站僅得11名，雖然最後積分榜與詹森·畢頓同分，不過因為對手最好成績是第四名，因而在總車手榜排第十一名。2004年韋伯夥伯新秀克里斯蒂安·克莱恩。而韋伯被Autocar雜誌選為最佳車手。
2004年澳洲站比賽，排位賽取得第六。不過卻因為波箱問題而被迫退賽。在馬來西亞站比賽中，獲排第二名出賽，不過又被迫退無法完成比賽。終在巴林站情況得以改善，取得該賽季的第一分。不過在排位賽出現失誤，更被隊友擊敗。然後在聖馬力諾和西班牙站僅得第13和12名。
在摩納哥站未能完成比賽後，在歐洲站取得第七名，取得兩分。賽後被法拉利車隊的米高·舒密加批評韋伯沒有因為落後一圈而讓路，直到韋伯進入維修站為止才讓路。
跟著在北美州舉行的加拿大站（被克里斯蒂安·克莱恩碰撞）和美國站（漏油）均被迫退出。在法國站得第九在。在英國站取得1分。韋伯在德國站取得第六後。因美州豹車隊不會參加2005年一級方程式賽事，在7月28日宣佈在2005年加盟威廉士車隊。
然後在匈牙利站取得第10名，在比利時站在第一圈出現意外。在意大利站得第9、中國站得第10後，韋伯在車手榜排第十三名。韋伯在日本站表現良好，不過一個失誤導致被迫退出。而巴西站是韋伯效力美州豹車隊最後一場比賽，不過韋伯仍未能完成比賽，在車手榜排第十三名。
賽季結束後，威廉士車隊已經篤定韋伯成為主力車手，而另一名車手之爭將落於尼克·夏菲特及安東尼奧·皮佐尼亞之上。

### F1威廉姆斯车队時代（2005－2006）

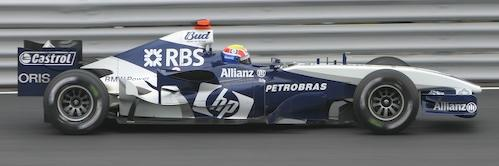
韋伯在2005年加拿大站比賽的情況。

威廉士車隊決定在2005年1月31日宣佈夏菲特成為韋伯的隊友，韋伯對車隊作出此決定表示歡迎。韋伯認爲威廉士車隊很適合自己，畢竟威廉士車隊的第一個世界冠軍由澳洲車手阿蘭·瓊斯獲得。韋伯與前威廉士澳洲車手，兼1980年車手總冠軍阿蘭·瓊斯比較，當時車隊老闆Paul Stoddart表示韋伯能名在2005年取得第一場勝利。而車隊的技術總監山姆·迈克尔表示韋伯可在威廉士車隊贏得車手總冠軍。但是2005賽季威廉士車隊的陣容有很大變動，氣動總監、主工程師等人員大換血，元老級工程師帕特里克·海德離隊，而原本將在下賽季加入車隊的車手簡森·巴頓也臨時宣佈離開。這或多或少地影響了車隊的整體水平。
在澳洲站比賽中，獲排第三名出賽。不過轉第一個彎的時間，已經被大衛·古達超越，退到第五名。最終以第五名完成比賽。在馬來西亞站比賽中，韋伯一直留守第四位，結果與詹卡洛·费斯切拉發生意外，雙雙退出比賽。然後在巴林站取得第六名。然後在聖馬力諾站的比賽中，排在第四位，然而只得第十名。不過因為英美車隊的兩名車手成績被取消資格以及拉夫·舒密加被罰25秒的時間，因而獲得第七名。在西班牙站的比賽排位第二，比賽得到第六。
來到摩納哥站，韋伯取得了一級方程式生涯中第一個桿位。不過在歐洲站比賽因為意外，而在未能完成一圈下退賽。加拿大站中，雖然排第十四位起步，不過卻能以第五名完成比賽，取得了4分。在美國站，因為輪胎供應商的關係而不參與賽事。之後的比賽韋伯又連續出現多次意外。在7場賽事內，僅在匈牙利站取得1分，而車手榜由第六名下降至第十名。
這個悶局終在比利時站打破。取得第四名。在最後兩站的比賽，即中國站及日本站的比賽取得第四和第七名，賽季完結後，韋伯在車手榜排在第十，他這個賽季退賽了十一次。韋伯決定選擇留在威廉士車隊而拒絕了寶馬沙巴車隊邀請。不過隊友夏菲特加盟了寶馬沙巴車隊，而韋伯的新的隊友將會是新人車手尼高·羅斯堡。

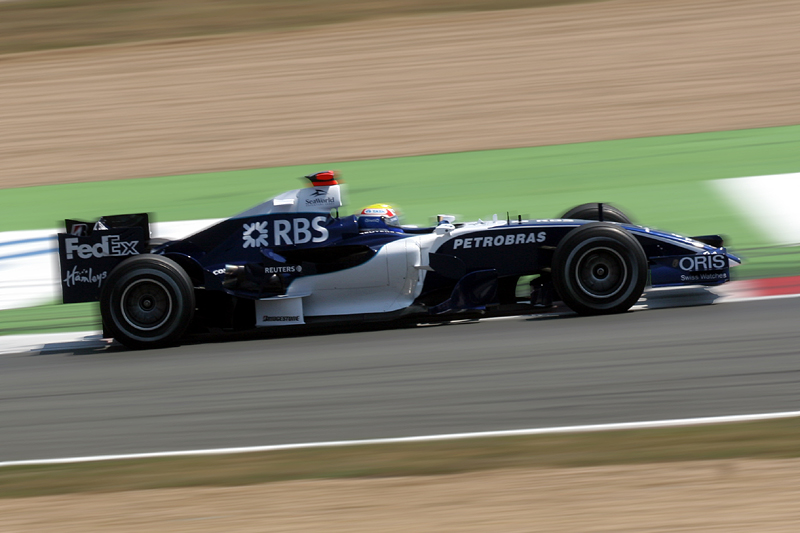
韋伯正於2006年法國站比賽

2006年第一站在巴林舉行，韋伯在第一場賽事有一個好開始，比賽取得第六名。然後在馬來西亞站及澳洲站因機件問題而被迫退賽。然後在聖馬力諾站比賽取得第六。在西班牙站，韋伯第一次排位賽跌出第十名以外，最終以第九名完成比賽。跟著是摩納哥站，比賽到中段留守第三位置。但是因為氣體用盡，第48圈退出比賽。在英國站比賽，第一圈發生意外，他與拉夫·舒密加及史葛·史必相撞而退出比賽。這個賽季，韋伯超過一半賽事末能完成比賽，車手榜積分只有7分。

### F1紅牛車隊時代（2007－2013）
韋伯在加入紅牛車隊前就很欣賞紅牛車隊的總設計師紐維，并且和領隊克里斯蒂安·霍納關係甚好，於是在韋伯完成了威廉士兩年的合約后，雖然還有一年選擇權可以續約，不過車隊決定將測試車手亞歷山大·禾斯提拔為正式車手。而韋伯亦曾傳出加盟雷諾車隊，並跟隨經理人兼雷諾車隊總監Flavio Briatore。2006年8月7日，正式宣佈加盟紅牛車隊，放棄了韋伯前隊友克里斯蒂安·克莱恩，而新的隊友將會是擁有豐富經驗的大衛·古達。
韋伯的第一場比賽澳大利亞大獎賽一波三折。他在第七名起步，但在進站加油時油箱蓋無法打開，最終僅獲得第十三。韋伯加入紅牛車隊的前幾場比賽表現不盡人意，以致於最初七個分站，未能取得任何分數。在印第安納波利斯賽道才取得兩分，而在同一場比賽中，韋伯未來的隊友塞巴斯蒂安·維特爾代替庫比卡參賽。再經過法國站及英國站的一般表現，在歐洲站情況逆轉，韋伯排第九名出賽。末段與亞歷山大·禾斯爭奪第三和第四名，最後成功擋抵對手，第二次登上頒獎台。

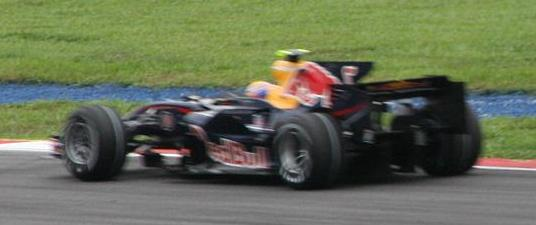
韋伯在2008年馬來西亞大獎賽

2007年韋伯原本可在日本站有望再次登上頒獎台。比賽中曾一度留守第二名，緊隨麥拿倫車隊的劉易斯·咸美頓。在第46圈，當安全車離開的時候，卻與紅牛二隊的塞巴斯蒂安·维特尔相撞，錯失得分的機會。這個賽季結束後，韋伯僅得10分，在車手榜排第十二名。
2008年，韋伯繼續效力紅牛車隊。在澳洲站第一圈的連環相撞的意外，導致停賽。跟著兩站比賽（馬來西亞站及巴林站），均取得第七名。在西班牙站比賽，在排位賽取得第七，並於正式比賽取得第五名。
在2008年英國大獎賽舉行前的星期四，紅牛車隊宣佈與韋伯續約到2009年。
在英國站的排位僅次於海基·科瓦萊寧之下。在2008年比利時大獎賽中，由於原定第八名的的蒂姆·葛諾黃旗下超越韋伯，因而違規被罰25秒，而韋伯的總名次得而上升至第八，取得1分。在日本站的比賽排第十三，不過卻成功爬上第八名。
2009年古達退出賽車生涯，華特爾代替其成爲了韋伯的隊友。2009賽季紅牛研發的賽車實力突飛猛進。華特爾在中國站取得個人歷來最佳成績，更為紅牛車隊歷史上首次包辦冠亞軍。其後韋伯在西班牙站取得季軍，反壓隊友第二次上頒獎台。在摩納哥站取得第五。2009年摩納哥大獎賽也是韋伯第127場比賽，他也成爲歷史上參賽場數最多的澳大利亞車手。隨後韋伯在英國大獎賽紅牛再次包攬一二，維特爾獲得冠軍。韋伯因被巴里切儸阻擋最後獲得亞軍。韋伯再於土耳其第三次登上頒獎台。其後在德國站，取得一級方程式以來第一個桿位，另外亦藉該賽事中取得車手第一場勝利。在倒數第二站巴西站，韋伯獲得了職業生涯第二個分站冠軍。
2010年紅牛的賽車實力更加强大。第二場賽事韋伯取得最快圈速，但是之後發生失誤，只能以第九名完賽。在2010年土耳其站，韋伯與紅牛的關係開始僵化。排位賽微博領跑積分榜，車隊新研發的尾翼理應由韋伯使用，然而車隊決定安裝在維特爾的賽車上。在正賽中微博與維特爾的碰撞引發爭議，圍場内衆説紛紜。在馬來西亞站排第二出賽，曾迫近華特爾，但是在一次維修站的失誤浪費時間，結果以第二名完賽。在瓦倫西亞站，韋伯在超越科瓦萊寧時發生驚天大撞車，這是他在1999年勒芒后的又一次“起飛”。在英國大獎賽中，韋伯使用維特爾不要的舊底盤奪得分站冠軍。2010賽季阿布扎比收官戰，韋伯受到邁克爾·舒馬赫的事故的波及提前進站，隨後參與爭冠的阿隆索也進站換胎，想要通過輪胎優勢超越韋伯。他們似乎忘記了領跑的維特爾，結果只在最後一場比賽后才在積分榜上領先的維特爾獲得了車手年度總冠軍。
2011年韋伯沉浸在去年丟失冠軍的傷痛之中，并且由於隊友華特爾表現出色，韋伯一直未能取得分站勝利。後隨之華特爾奪冠機會增加，開始扮演開路者的角色。在最後一輪的巴西站韋伯與維特爾發生碰撞，而維特爾取得了本站勝利勝利，韋伯以一分之差反超阿隆索，在車手榜排行第三。
2012赛季，韦伯在摩纳哥站和英国站两度夺得冠军熱。最後一輪的巴西站韋伯與維特爾發生碰撞，隨後遭到紅牛車隊馬爾科博士的不滿，最終維特爾獲得本站冠軍，再一次衛冕世界冠軍。韋伯最终在车手榜排名第六，是他加入紅牛車隊以來所獲最低的名次。
2013赛季的馬來西亞站，韋伯與隊友維特爾因車隊指令引發矛盾，隨後紅牛老闆馬特希茨親自詢問了此事，在此之後韦伯与队友维特尔一級紅牛車隊的关系越来越疏远。在英国站前，马克·韦伯宣布在本赛季结束后离开F1围场，并将加入保时捷勒芒车队参加2014年的勒芒24小时耐力赛。在此之後，韋伯的F1席位被另一位澳洲人丹尼爾·里卡多代替。

### WEC（世界耐力錦標賽）保時捷車隊時代（2014－2016）
2013年底，韋伯時隔 15 年重新加入 srn，參加 2014 年 FIA世界耐力錦標賽的 LMP1 組別。韋伯和他的隊友布倫登·哈特利和蒂莫·伯恩哈德在三個賽季中建立了牢固的關係，他們一起積累了14 次登上領獎台（其中 8 次勝利），幫助保時捷兩次獲得世界製造商冠軍。 
2014年保時捷車隊韋伯在巴西又一次發生了嚴重事故。事故發生後首先是巴西車手菲利佩·馬薩、菲迪帕爾迪來看望韋伯，隨後F1紅牛車隊的高層、韋伯前隊友維特爾前來看望。韋伯說:“體育賽事中人性光輝和美好的一面在此刻脫穎而出！” 
2015年韋伯的車隊拿到了世界耐力錦標賽冠軍以及勒芒24小時的亞軍。他也成為自 1980 年艾倫·瓊斯 (Alan Jones) 以來，第一位澳大利亞國際汽聯世界冠軍。
2016年韋伯認爲WEC 賽季結束時退出比賽的時機已經成熟，隨後正式宣佈退役。

## 賽車生涯記錄
| 賽季 | 賽事                      | 車隊             | 場數 | 冠軍 | 桿位 | 分數  | 最終排名 |
| ---- | ------------------------- | ---------------- | ---- | ---- | ---- | ----- | -------- |
| 1994 | 澳洲福特方程式錦標賽      | ?                | 16   | 0    | 0    | 30    | 第13名   |
| 1995 | 澳洲福特方程式錦標賽      | ?                | 16   | 3    | 3    | 158   | 第4名    |
| 1995 | Australian Formula Holden | Birranna車隊     | 2    | 0    | 0    | 32    | 第8名    |
| 1995 | 福特方程式節              | ?                | 1    | 0    | 0    | 無    | 季軍     |
| 1996 | 歐洲福特方程式            | ?                | ?    | ?    | ?    | ?     | 季軍     |
| 1996 | 英國福特方程式錦標賽      | ?                | ?    | ?    | ?    | 113   | 亞軍     |
| 1996 | 福特方程式節              | ?                | 1    | 0    | 1    | 無    | 世界冠軍 |
| 1996 | Australian Formula Holden | Birranna車隊     | 2    | 0    | 1    | 20    | 第10名   |
| 1997 | 英國三級方程式錦標賽      | Alan Docking車隊 | 16   | 3    | 1    | 127   | 第4名    |
| 1997 | 澳門格蘭披治大賽車        | Alan Docking車隊 | 1    | 0    | 0    | 無    | 第4名    |
| 1997 | 三級方程式大師賽          | ?                | 1    | 0    | 0    | 無    | 季軍     |
| 1998 | FIA GT錦標賽              | AMG (GT1)        | 10   | 0    | 5    | 69    | 季軍     |
| 1998 | 勒芒24小時耐力賽          | AMG (GT1)        | 1    | 1    | 0    | 無    | 未起步   |
| 1999 | 勒芒24小時耐力賽          | AMG (GTP)        | 1    | 0    | 0    | 無    | 取消資格 |
| 2000 | 國際方程式3000            | 歐洲飛箭         | 10   | 0    | 1    | 21    | 季軍     |
| 2001 | 國際方程式3000            | 超新星車隊       | 12   | 2    | 3    | 39    | 亞軍     |
| 2002 | 一級方程式                | 米蘭迪           | 17   | 0    | 0    | 2     | 第16名   |
| 2003 | 一級方程式                | 積架             | 16   | 0    | 0    | 17    | 第10名   |
| 2004 | 一級方程式                | 積架             | 18   | 0    | 0    | 7     | 第13名   |
| 2005 | 一級方程式                | 威廉士           | 19   | 0    | 0    | 36    | 第10名   |
| 2006 | 一級方程式                | 威廉士           | 18   | 0    | 0    | 7     | 第14名   |
| 2007 | 一級方程式                | 紅牛             | 17   | 0    | 0    | 10    | 第12名   |
| 2008 | 一級方程式                | 紅牛             | 18   | 0    | 0    | 21    | 第11名   |
| 2009 | 一級方程式                | 紅牛             | 17   | 1    | 2    | 69.5  | 第4名    |
| 2010 | 一級方程式                | 紅牛             | 19   | 5    | 6    | 242   | 季军     |
| 2011 | 一級方程式                | 紅牛             | 19   | 3    | 2    | 258   | 季军     |
| 2012 | 一級方程式                | 紅牛             | 20   | 2    | 2    | 179   | 第6名    |
| 2013 | 一級方程式                | 紅牛             | 19   | 2    | 2    | 199   | 季军     |
| 2014 | 世界耐力锦标赛            | 保时捷车队       | 8    | 0    | 1    | 64.5  | 第9名    |
| 2015 | 世界耐力锦标赛            | 保时捷车队       | 8    | 4    | 5    | 166   | 冠军     |
| 2016 | 世界耐力锦标赛            | 保时捷车队       | 9    | 4    | 2    | 134.5 | 第4名    |

## 賽車生涯成績
(图例)粗體為桿位出賽，斜體為最快圈速
| 年份   | 車隊                   | 底盤            | 引擎                          | 1      | 2      | 3        | 4       | 5      | 6      | 7      | 8      | 9      | 10     | 11     | 12     | 13     | 14     | 15     | 16     | 17       | 18       | 19     | 20     | 排名 | 分數 |
| ------ | ---------------------- | --------------- | ----------------------------- | ------ | ------ | -------- | ------- | ------ | ------ | ------ | ------ | ------ | ------ | ------ | ------ | ------ | ------ | ------ | ------ | -------- | -------- | ------ | ------ | ---- | ---- |
| 2002年 | KL 米蘭迪車隊 亞洲科技 | 米蘭迪 PS02     | 亞洲科技 AT02 3.0 V10         | 澳 5   | 馬 Ret | 巴西 11  | 聖 11   | 西 DNS | 奧 12  | 摩 11  | 加 11  | 欧 15  | 英 Ret | 法 8   | 德 Ret | 匈 16  | 比 Ret | Ret    | 美 Ret | 日 10    |          |        |        | 第16 | 2    |
| 2003年 | 美州豹車隊             | 美州豹 R4       | 考斯沃斯 CR-5 3.0 V10         | 澳 Ret | 馬 Ret | 巴西 9   | 聖 Ret  | 西 7   | 奧 7   | 摩 Ret | 加 7   | 欧 6   | 法 6   | 英 14  | 德 11  | 匈 6   | 7      | 美 Ret | 日 11  |          |          |        |        | 第10 | 17   |
| 2004年 | 美州豹車隊             | 美州豹 R5       | 考斯沃斯 CR-6 3.0 V10         | 澳 Ret | 馬 Ret | 巴林 8   | 聖 13   | 西 12  | 摩 Ret | 欧 7   | 加 Ret | 美 Ret | 法 9   | 英 8   | 德 6   | 匈 10  | 土 Ret | 9      | 中 10  | 日 Ret   | 巴西 Ret |        |        | 第13 | 7    |
| 2005年 | 寶馬 威廉士車隊        | 威廉士車隊 FW27 | BMW P84/5 3.0 V10             | 澳 5   | 馬 Ret | 巴林 6   | 聖 7    | 西 6   | 摩 3   | 欧 Ret | 加 5   | 美 DNS | 法 12  | 英 11  | 德 Ret | 匈 7   | 土 Ret | 14     | 比 4   | 巴西 Ret | 日 4     | 中 7   |        | 第10 | 36   |
| 2006年 | 寶馬 威廉士車隊        | 威廉士車隊 FW28 | 考斯沃斯 CA2006 2.4 V8第4系列 | 巴林 6 | 馬 Ret | 澳 Ret   | 聖 6    | 欧 Ret | 西 9   | 摩 Ret | 英 Ret | 加 12  | 美 Ret | 法 Ret | 德 Ret | 匈 Ret | 土 10  | 10     | 中 8   | 日 Ret   | 巴西 Ret |        |        | 第14 | 7    |
| 2007年 | 紅牛車隊               | 紅牛車隊 RB3    | 雷諾 RS27 2.4 V8              | 澳 13  | 馬 10  | 巴林 Ret | 西 Ret  | 摩 Ret | 加 9   | 美 7   | 法 12  | 英 Ret | 欧 3   | 匈 9   | 土 Ret | 9      | 比 7   | 日 Ret | 中 10  | 巴西 Ret |          |        |        | 第12 | 10   |
| 2008年 | 紅牛車隊               | 紅牛車隊 RB4    | 雷諾 RS27 2.4 V8              | 澳 Ret | 馬 7   | 巴林 7   | 西 5    | 土 7   | 摩 4   | 加 12  | 法 6   | 英 10  | 德 Ret | 匈 9   | 欧 12  | 比 8   | 8      | 新 Ret | 日 8   | 中 14    | 巴西 9   |        |        | 第11 | 21   |
| 2009年 | 紅牛車隊               | 紅牛車隊 RB5    | 雷諾 RS27 2.4 V8              | 澳 11  | 馬 6‡  | 中 2     | 巴林 11 | 西 3   | 摩 5   | 土 2   | 英 2   | 德 1   | 匈 3   | 欧 9   | 比 9   | Ret    | 新 Ret | 日 17  | 巴西 1 | 阿 2     |          |        |        | 第4  | 69.5 |
| 2010年 | 紅牛車隊               | 紅牛車隊 RB6    | 雷諾 RS27 2.4 V8              | 巴林 8 | 澳 9   | 馬 2     | 中 8    | 西 1   | 摩 1   | 土 3   | 加 5   | 欧 Ret | 英 1   | 德 6   | 匈 1   | 比 2   | 6      | 新 3   | 日 2   | 韩 Ret   | 巴西 2   | 阿 8   |        | 季軍 | 242  |
| 2011年 | 紅牛車隊               | 紅牛車隊 RB7    | 雷諾 RS27-2011 2.4 V8         | 澳 5   | 馬 4   | 中 3     | 土 2    | 西 4   | 摩 4   | 加 3   | 欧 3   | 英 3   | 德 3   | 匈 5   | 比 2   | Ret    | 新 3   | 日 4   | 韩 3   | 印 4     | 阿 4     | 巴西 1 |        | 季軍 | 258  |
| 2012年 | 紅牛車隊               | 紅牛車隊 RB8    | 雷諾 RS27-2012 2.4 V8         | 澳 4   | 馬 4   | 中 4     | 巴林 4  | 西 11  | 摩 1   | 加 7   | 欧 4   | 英 1   | 德 8   | 匈 8   | 比 6   | 20     | 新 11  | 日 9   | 韩 2   | 印 3     | 阿 Ret   | 美 Ret | 巴西 4 | 第6  | 179  |
| 2013年 | 红牛车队               | 红牛车队 RB9    | 雷诺 RS27-2013 2.4 V8         | 澳 6   | 马 2   | 中 Ret   | 巴林 7  | 西 5   | 摩 3   | 加 4   | 英 2   | 德 7   | 匈 4   | 比 5   | 3      | 新 15† | 韩 Ret | 日 2   | 印 Ret | 阿 2     | 美 3     | 巴西 2 |        | 季軍 | 199  |

*賽季進行中。
‡由於未能完成原定賽程的75%，車手只有一半分數。
†未完赛，但已完成赛事总里程的90%。

## 私人生活
韋伯目前居住於英格蘭白金漢郡艾爾斯伯里，與女友兼經理人Ann Neal同居。除了賽車運動，韋伯亦喜歡室外運動，包括公路單車、爬山單車、網球及健身。他在F1業餘網球賽贏得三次冠軍（2002年、2004年及2005年）以及2003年一次亞軍。韋伯也是一個足球迷，他是球隊新特蘭足球俱樂部球迷。